# Sandro Obranović
Sandro Obranović, (18. listopada 1992. godine, Karlovac), hrvatski reprezentativni rukometaš.
Igrao na juniorskom SP u BiH 2013. godine i osvojio 4. mjesto.
Član šireg popisa hrvatskih reprezentativaca. Hrvatski izbornik Lino Červar uvrstio ga je travnja 2017. na popis igrača za reprezentativno okupljanje dogovoreno za početak svibnja 2017. godine.

## Klupska karijera
Sandro Obranović je u profesionalnoj karijeri igrao za klubove:
- RK NEXE Našice 2012. – 2013.
- RK CO Zagreb 2013. – 2014.
  -  RK PPD Zagreb 2014. – 2016.
- MOL-Pick Szeged 2016. – 2017.
- Chambéry Savoie HB 2017. – 2018.
- RK Meškov Brest 2018.-